# De man die de zee verloor
De man die de zee verloor is een sciencefictionverhalenbundel uit 1971 van de Amerikaanse schrijver Theodore Sturgeon.

## Korte verhalen
1. Bijzonder geschikt (Special Aptitude (Last Laugh), 1951)
2. Trio in de storm (Hurricane Trio, 1955)
3. Een eind van de wereld (The World Well Lost, 1953)
4. Bianca's handen (Bianca's Hands, 1960)
5. De man die de zee verloor (The Man Who Lost the Sea, 1959)
6. Het tussenschot (Bulkhead, 1955)
7. Sprankelend fragment (Bright Segment, 1960)
8. De microcosmische god (The Microcosmic God, 1941)